# Jean-François du Cheyron du Pavillon
Jean-François du Cheyron, chevalier du Pavillon, dit le « chevalier du Pavillon », né à Périgueux le 29 septembre 1730 et décédé le 14 avril 1782 des suites de ses blessures reçues à la bataille des Saintes deux jours plus tôt, est un officier de marine et tacticien naval français du XVIIIe siècle. Il est l'auteur, en 1778, d'un traité de tactique navale et divers ouvrages sur les signaux de jour, de nuit et de brume, qui seront utilisés par la Marine royale pendant la guerre d'indépendance des États-Unis.
Héros de la guerre d'indépendance des États-Unis, il est considéré comme l'un des principaux inventeurs des communications navales avant l'invention de la radio. Commandant le Triomphant, il est tué à la bataille des Saintes d'un coup de canon.

## Biographie

### Origines et jeunesse
Jean-François du Cheyron du Pavillon naît dans une famille de la noblesse périgourdine. Il est le fils de Jean-Jacques Joseph du Cheyron, seigneur du Pavillon (1694-1769) et de Marguerite de Feletz (v. 1699-1774). Le couple se marie le 4 mars 1720, et a quinze enfants (six garçons et neuf filles), dont huit mourront en bas âge. Septième enfant de la fratrie, il n'est à sa naissance que le quatrième enfant survivant. Viennent avant lui, son frère ainé, Joseph-Pascal (1723-1758) sera capitaine au régiment de Guyenne, il est tué au Fort Carillon en Nouvelle-France ; sa sœur Louis (1725-1805) épouse Jean-Baptiste Jaujay, seigneur de Boiras ; son frère Raymond (1727-1791) sera capitaine au régiment de Picardie, il devient seigneur du Pavillon à la mort de son père en 1769. Viennent après lui, Marie (1732-1817) ; Joseph (1734-1790), seigneur de la Dulgarie, lieutenant au régiment de Normandie ; et enfin Joseph (1740-1823) dit « l'abbé du Pavillon » pour le différencier du précédent, vicaire général du diocèse de Périgueux.
Après de bonnes études à Bordeaux, il entre dès l'âge de 15 ans, il est sous-lieutenant au régiment de Normandie-Infanterie puis est nommé rapidement au grade de lieutenant. Malgré ses bons débuts dans l'armée de terre, il rêve de voyages et d'aventures, et sacrifie son grade pour entrer dans la Marine royale au simple grade de garde de la Marine début 1748. Reçu le 8 mai 1748 au concours du port de Rochefort, il est promu sous-lieutenant en 1749.

### Carrière dans la Marine royale

#### Guerre de Sept Ans

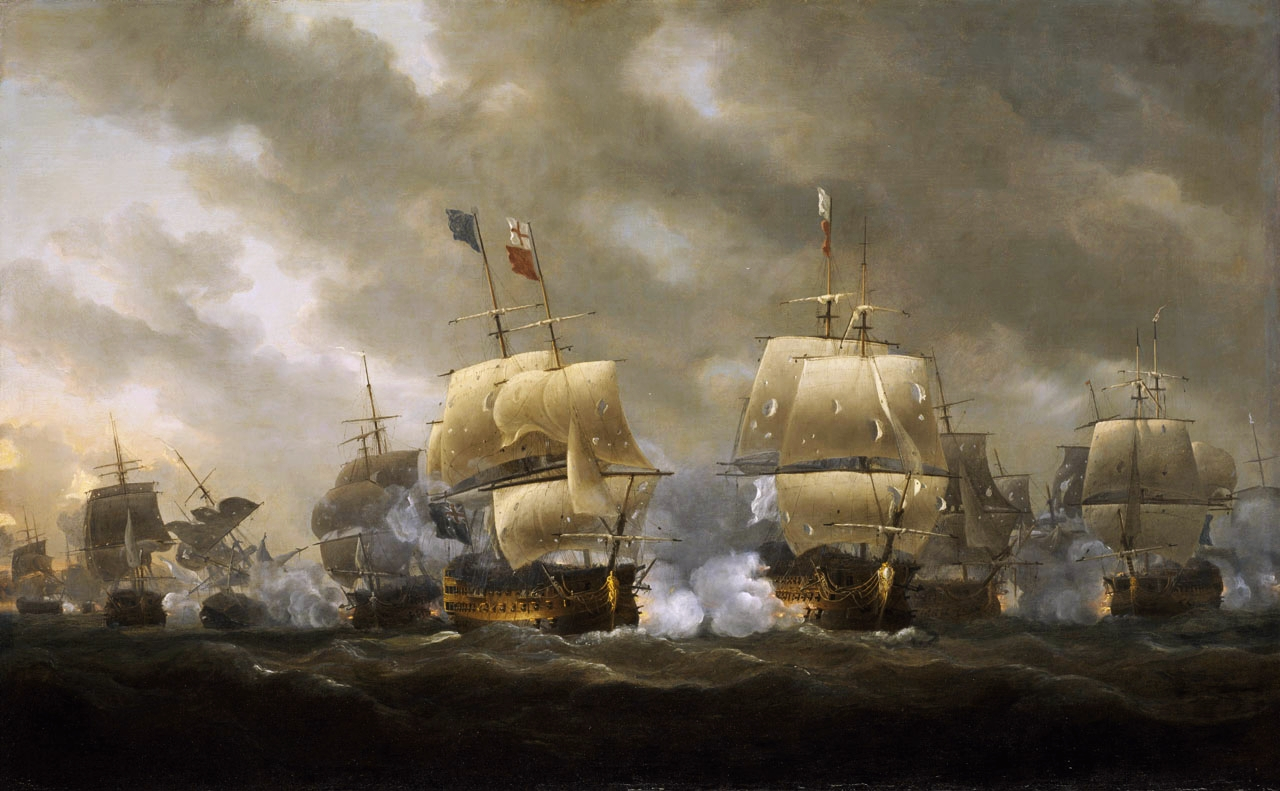
La Bataille de la baie de Quiberon, Nicholas Pocock, 1812. National Maritime Museum

Il fait campagne au large des côtes de Nouvelle-France (actuel Canada) sur la frégate La Diane en 1750 et sur le Parham à Louisbourg, sur l'île Royale, en 1753. Le 23 mai 1754, il est promu enseigne de vaisseau. L'année suivante, il passe de Rochefort à Brest ou il embarque sur L'Inflexible dans les escadres de Mac Nemara et de Duguay, puis sur Le Blanfort entre Cadix et Lisbonne. De 1756 à 1757, le chevalier du Pavillon embarque sur le vaisseau L'Éveillé dans l'escadre de Dubois de la Motte à Louisbourg, entre Saint-Domingue et le Canada.
Le 20 novembre 1759, il est lieutenant de vaisseau lorsqu'il prend part, sur L'Orient, à la bataille de Quiberon où sont commises plusieurs fautes qui l'affermissent dans son projet de régénérer la tactique navale.
En 1760, à bord du vaisseau L'Intrépide il fait campagne à Saint-Domingue. Le 15 mai 1762, il est promu au grade de lieutenant de vaisseau. Le 1er octobre 1766, il est nommé chef de brigade dans la compagnie d'élite des gardes de la marine de Rochefort, et est promu par le roi de France, chevalier de Saint-Louis en 1771.

#### Guerre d'indépendance américaine

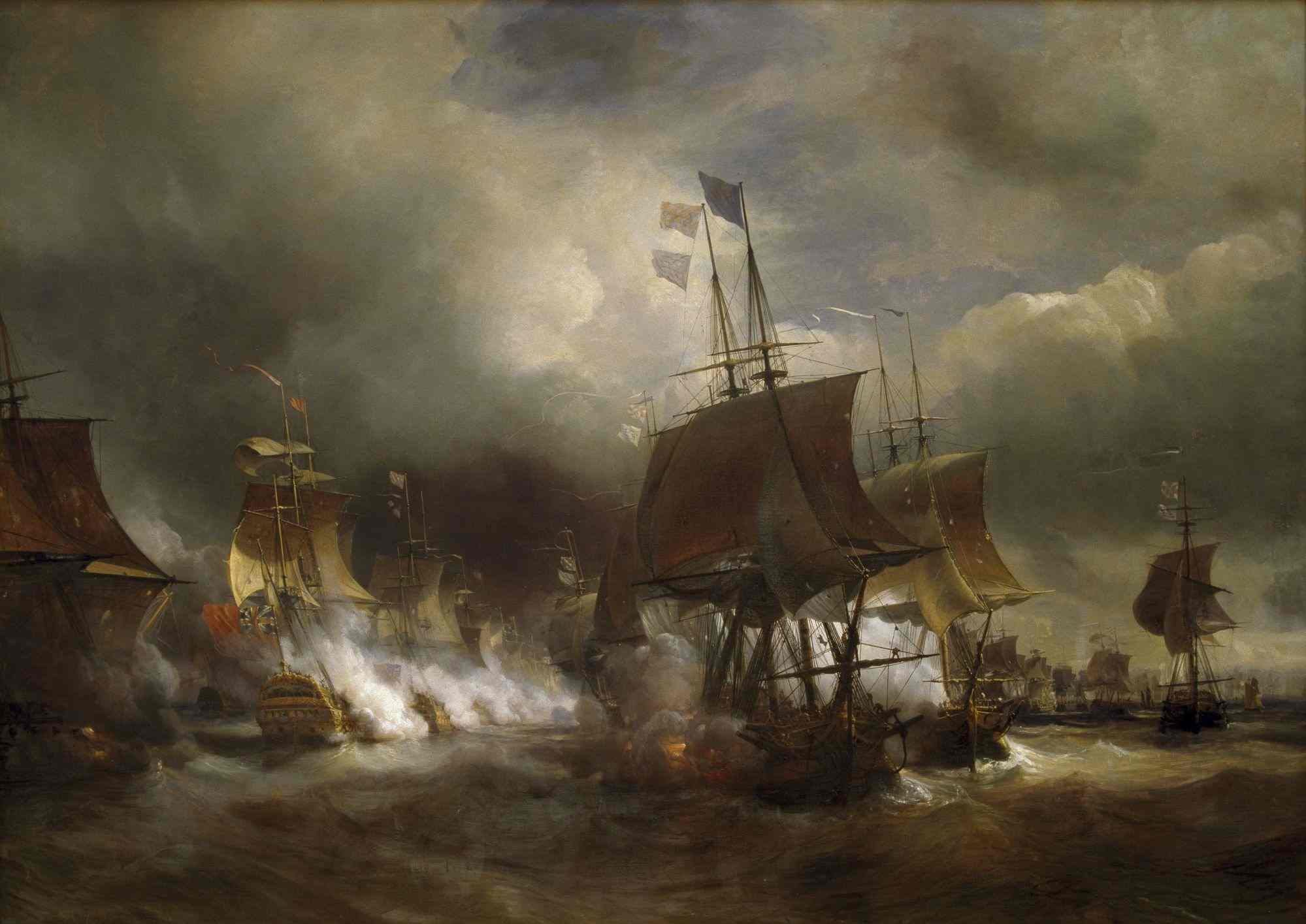
Bataille d'Ouessant, juillet 1778, huile sur toile par Théodore Gudin, 1848.

Il reçoit le brevet de capitaine de vaisseau en 1777. C'est dans cette période qu'il met au point un système de signaux pour la marine royale française. Les premières expériences sont faites, en 1775, sur les vaisseaux de l'escadre du comte de Guichen, puis, en 1776, sur l'escadre d'évolution du comte du Chaffault, enfin, en 1778, par l'armée navale du comte d'Orvilliers.
Ces essais se révéleront concluants, notamment pendant la bataille d'Ouessant le 27 juillet 1778, il est à bord du vaisseau amiral Bretagne, 110 canons, comme major-général de la flotte, sous les ordres du comte d'Orvilliers.
En 1780, il prend le commandement d'un vaisseau de 74 canons le Guerrier; l'année suivante le Triomphant, 80 canons, où il est engagé comme Major-Général de la flotte du marquis de Vaudreuil.
Commandant à nouveau le Triomphant, au cours de la bataille des Saintes sous la Dominique, le 12 avril 1782, il est grièvement blessé par un boulet de mitraille qu'il reçoit à la tête au début du combat.
Avant cette dernière campagne, le chevalier du Pavillon avait reçu une lettre manuscrite du roi Louis XVI lui confiant le commandement de la Bretagne :

« Monsieur le chevalier du Pavillon,

Je vous fais cette lettre pour vous dire que, si pendant le combat, des événements que je dois prévoir portaient Monsieur le chevalier de Fautras, par l'ancienneté de son grade, au commandement de mon vaisseau la Bretagne, mon intention est qu'il vous remette ledit commandement, que vous le preniez, que vous ordonniez les signaux, les manœuvres et tous les mouvements à faire jusqu'à ce qu'après l'action il puisse être pourvu au commandement général de l'armée et à celui de mon vaisseau.
 
Et la présente n'étant à autre fin, je prie Dieu qu'il vous ait, Monsieur le chevalier du Pavillon, en sa sainte garde.

Écrit à Versailles le premier jour de juillet mil sept cent soixante dix huit 

Signé : Louis »

Le Chevalier du Pavillon meurt le 14 avril à 15 h et son corps est immergé au sud de l'île Sainte-Croix.

## Travaux

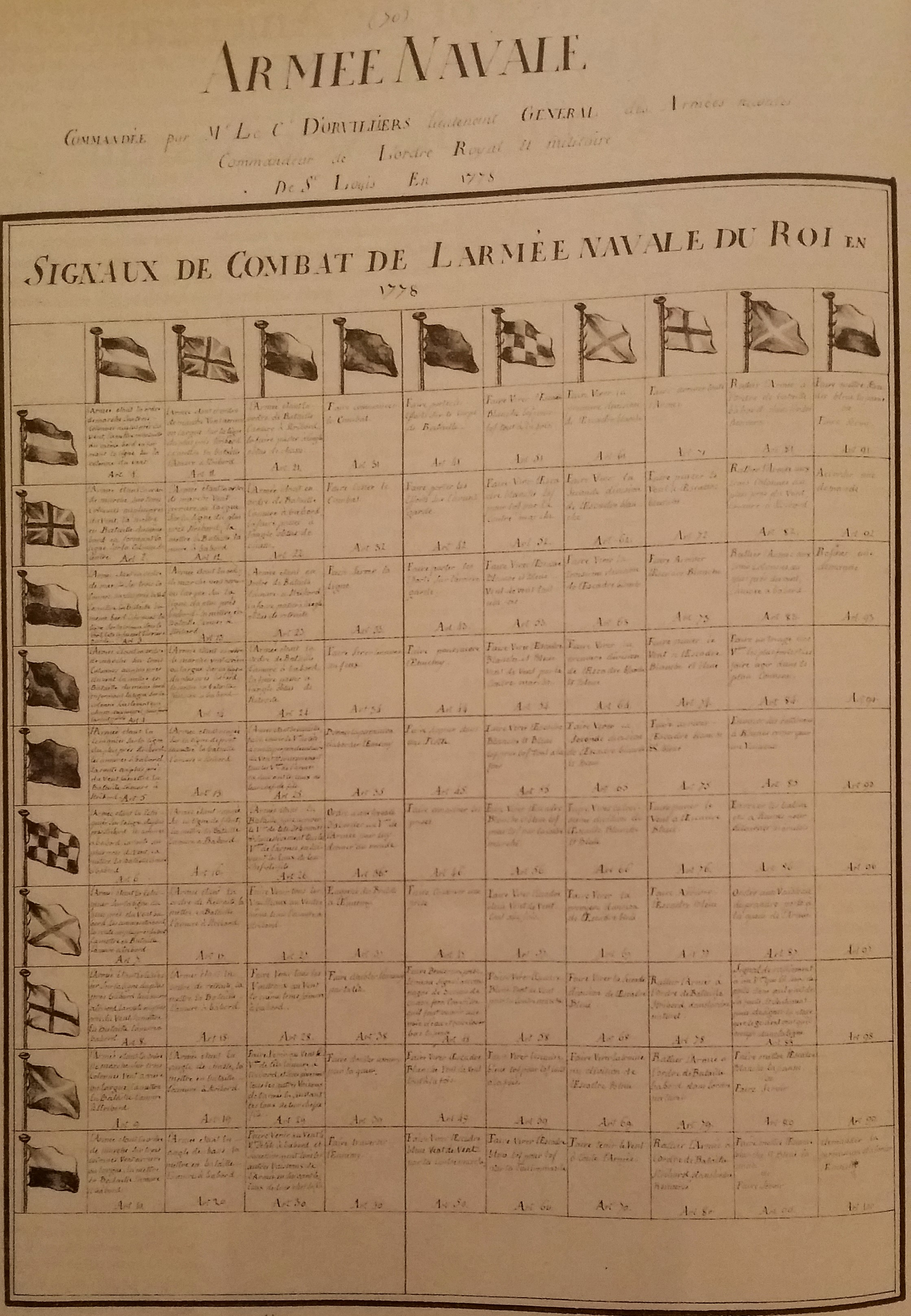
Signaux de combat de l'armée navale du Roi (1778).

C'est lors de la bataille des Cardinaux (1759) que le chevalier du Pavillon prend conscience de la nécessité de réformer les usages en cours dans la Marine royale. Il profite de sa nomination à la tête d'une compagnie de garde-marine au port de Rochefort quelques années plus tard pour faire paraître ses Signaux de nuit et pour le temps de brume qu'il modifiera plus tard, en collaboration avec Verdun de la Crenne, dans l'ouvrage intitulé : Mémoire sur la tactique navale. Malgré les travaux de Paul Hoste et de Tourville, ce mode de communication en était encore à ses débuts, attendu que les signaux ne se faisaient encore qu'avec un seul signe qu'on variait autant que possible, en leur donnant un sens différent, selon les mâts auxquels ils étaient arborés. Morogues avait songé à les perfectionner, mais il avait à peine entrevu et indiqué le système que fait prévaloir Pavillon.
En 1778, le chevalier du Pavillon publie un ouvrage intitulé Tactique navale dans lequel il met au point un nouveau mode de communication entre les différents navires de la flotte française. Ce mode de communication est brièvement décrit par Amédée Gréhan dans La France maritime :

« La méthode la plus féconde est due à M. le chevalier de Pavillon, capitaine de vaisseau, qui a donné son nom au drapeau maritime par l'emploi qu'il en a fait dans la langue des signaux.
Elle est remarquable par sa simplicité et le grand nombre de combinaisons qu'elle représente, et qui peut être encore facilement et singulièrement augmenté. En n'employant que trois pavillons pour chaque signal, un supérieur pour l'unité, un intermédiaire pour les dizaines, et un inférieur pour les centaines, treize pavillons suffisent pour donner neuf cent quatre-vingt-dix-neuf combinaisons.
Si à chacune on attache une phrase, une idée, une signification quelconque, on a un langage fort étendu. »

Rossel, dans la Biographie universelle de Louis-Gabriel Michaud, décrit avec plus de précision les modalités de ce nouveau mode de communication entre navires.

### Publication
- Jean-François du Cheyron chevalier du Pavillon, Tactique navale , à l'usage de l'armée du Roi, commandée par M. le cte d'Orvilliers, lieutenant général des armées navales, grand-croix de l'ordre royal et militaire de Saint Louis, commandant l'armée du Roi en 1779, imprimerie de R. Malassis, Brest, 1779 (lire en ligne)

### Critiques
Les nouveautés introduites par cet officier ne manquent par de trouver de violents détracteurs. Son système est présenté au ministre de la Marine Antoine de Sartine, comme un système dangereux, et que le comte d'Estaing, lui-même, s'était laissé aller à dire, dans un mémoire, qu'il devait « entraîner la perte d'une armée ». Ce ne fut pas sans peine que le succès de ce nouveau mode de communication finit par s'imposer malgré les jalousies et les convictions opposées.

## Jugement de ses biographes
Rossel, dans la notice qu'il rédige dans la Biographie universelle de Louis-Gabriel Michaud, dit de lui :

« À une grande élévation d'âme, le chevalier du Pavillon joignait une rare modestie et une modération extrême dans ses désirs. Il eut le bonheur peu commun de jouir en paix, pendant sa vie, de la réputation qu'il s'était acquise, et qui lui a été conservée après sa mort. Le seul ouvrage qui nous reste de lui est sa “Tactique navale”, qui comprend ses signaux : cet ouvrage n'était pas de nature à être répandu dans le public, et ne se trouve que dans les bibliothèques des officiers de la marine. »

Un autre de ses biographes le décrit comme : 

« Ferme et humain, modeste et savant, calme et valeureux, il semble avoir réuni toutes les qualités qu'il s'attacha toujours à développer pour l'honneur et la gloire de la marine française ! »

## Famille
- Pierre-Joseph du Cheyron (†1720), seigneur de La Dulgarie, marié en premières noces, en 1660, à Périgueux, avec Jeanne Gontier de Biran (†1673), marié en secondes noces, en 1685, avec Jeanne de Véra de La Gaubertie (1656-1727), dame de Saint-Félix, secrétaire du roi, audiencier en la chancellerie près le Parlement de Bordeaux  en 1677 ;
  - Jacques Joseph du Cheyron du Pavillon (1694-1769), seigneur du Pavillon, La Dulgarie, La Bonnetie, Saint-Vincent-sur-l'Isle, le Maine, La Peyronnie, marié en 1720 avec Marguerite de Féletz (1669-1774)
    - Joseph-Pascal du Cheyron du Pavillon (1723-1758), écuyer, seigneur de Saint-Vincent, capitaine du régiment de Guyenne, tué le 21 juillet 1758 au fort Carillon (Canada)
    - Raymond du Cheyron du Pavillon (1727-1791), seigneur du Pavillon, marié en 1771 avec Catherine du Reclus (1751-1833)
      - François du Cheyron du Pavillon (1774-1831), député de la Dordogne, marié en 1799 avec Eustoquie de Souillac (1775-1855)

    - Jean-François du Cheyron du Pavillon (1730-1782)
    - Joseph du Cheyron du Pavillon (1734-1790), seigneur du Maine, marié en 1769 avec Marguerite de Banes (1747-1775)
    - Joseph du Cheyron du Pavillon (1740-1823), abbé du Pavillon, vicaire général du diocèse de Périgueux.

## Armoiries
| Blason | Blasonnement                                                                         |
| ------ | ------------------------------------------------------------------------------------ |
|        | Armoiries de la famille du Cheyron du Pavillon D’azur à trois rocs d’échiquier d’or. |

## Rues
- Une rue a peut-être été nommée en son honneur à Bordeaux, la rue du Général du Cheyron, dans le quartier de la Bastide.
- Rue Chevalier du Pavillon à Royan (Charente-Maritime).